# Bucarest Challenger 2021
Il Bucarest Challenger 2021 è stato un torneo di tennis professionistico maschile. È stata la 1ª edizione del torneo, facente parte della categoria Challenger 80 nell'ambito dell'ATP Challenger Tour 2021, con un montepremi di 44 820 €. Si è svolto dal 20 al 26 settembre 2021 sui campi in terra rossa del Centrul Național de Tenis al Federației Române de Tenis a Bucarest, in Romania.

## Partecipanti

### Teste di serie
| Nazionalità | Giocatore           | Ranking* | Testa di serie |
| ----------- | ------------------- | -------- | -------------- |
| Italia      | Stefano Travaglia   | 99       | 1              |
| Moldavia    | Radu Albot          | 105      | 2              |
| Australia   | Thanasi Kokkinakis  | 180      | 3              |
| Rep. Ceca   | Zdeněk Kolář        | 185      | 4              |
| India       | Sumit Nagal         | 186      | 5              |
| Germania    | Maximilian Marterer | 197      | 6              |
| Rep. Ceca   | Vít Kopřiva         | 198      | 7              |
| Rep. Ceca   | Jiří Lehečka        | 201      | 8              |

* Ranking al 13 settembre 2021.

### Altri partecipanti
I seguenti giocatori hanno ricevuto una wild card per il tabellone principale:
- Nicolae Frunză
- David Ionel
- Ștefan Paloși

I seguenti giocatori sono entrati in tabellone come alternatives:
- Filip Jianu
- Aleksej Vatutin

I seguenti giocatori sono passati dalle qualificazioni:
- Matteo Arnaldi
- Ivan Gakhov
- Calvin Hemery
- Dragoș Nicolae Mădăraș

## Campioni

### Singolare
Jiří Lehečka ha sconfitto in finale  Filip Horanský con il punteggio di 6–3, 6–2.

### Doppio
Ruben Gonzales  /  Hunter Johnson hanno sconfitto in finale  Maximilian Marterer /  Lukáš Rosol con il punteggio di 1–6, 6–2, [10–3].